# Lectura de medición automática
La lectura de medición automática, lectura automática del medidor o LMA  (en inglés automated meter reading, abreviadamente AMR) es la tecnología de recolección automática de datos de consumo, diagnóstico y estado del contador de agua o de energía (gas, electricidad) y de transferencia de dichos datos a una base de datos central para la facturación, resolución de problemas y análisis.
Este avance, permite a los proveedores de servicios el obtener datos más precisos sobre el consumo de los servicios que prestan (agua, Luz o Gas), reduce considerablemente los gastos en tomas de lectura, evitando los viajes periódicos a cada ubicación física para leer un contador. Permite que la facturación se base en el consumo casi en tiempo real y no en estimaciones basadas en consumo previsto o anterior. Esta información precisa, suministra datos para el análisis, que ayuda tanto a los proveedores de servicios públicos, como a los usuarios con un servicio de más calidad y control de los consumos de electricidad, agua o gas y contribuyendo con ello a mejorar la producción de energía eléctrica, el suministro de gas y de agua.
Las tecnologías AMR incluyen tecnologías portátiles, móviles y de red basados en plataformas de telefonía (cableadas e inalámbricas), frecuencia de radio (RF), o la transmisión eléctrica (PLC, la más usada para electricidad).

## Breve historia

### Los inicios
En 1972, Theodore George "Ted" Paraskevakos , trabajando para Boeing en Huntsville, Alabama , desarrolló un sistema de monitoreo mediante sensores que utilizaba la transmisión digital para cuestiones de seguridad, incendios y sistemas de alarma médica, con capacidad de lectura de contadores para todos los servicios públicos. Esta tecnología fue una salpicadura (spin-off) del sistema de identificación de línea de teléfono automática, ahora conocido como identificador de llamadas.
En 1974, el Sr. Paraskevakos obtuvo una patente en EE. UU. para esta tecnología.  En 1977, lanzó Metretek, Inc., que desarrolló y produjo el primer sistema de gestión de carga y de lectura de contadores totalmente automatizado y comercialmente disponible. Dado que este sistema fue desarrollado que Internet, Metretek utilizado los mini-ordenadores de la serie 1 de IBM. Para este enfoque, el Sr. Paraskevakos y Metretek obtuvieron varias patentes.

## España
Desde 1992 la empresa CONTAZARA (con sede en Zaragoza) fabrica los que se denominan Contadores Inteligentes de agua (con más de 5 patentes), una de las grandes ventajas de estos equipos es su capacidad de comunicación que permite acceder a toda la información estadística de hábitos de consumo a través de cualquier soporte. ( Radio, GSM/GPRS, CATV, Cable ...) . En agosto de 2011 CONTAZARA tenía operativos más de 1.500.000 equipos en España, la mayor parte de ellos con acceso a distancia. Todas las grandes ciudades españolas cuentan con esta tecnología "made in Spain" en sus instalaciones (Madrid, Barcelona, Valencia, Sevilla, Zaragoza, Málaga, etc.).
En el ámbito de la electricidad, la legislación española establece la obligación del cambio desde los antiguos contadores a los telecontadores, con un plazo máximo de sustitución del 31 de diciembre de 2018. Sin embargo, la intención de Endesa, entre otras eléctricas, es acelerar este proceso y terminar varios años de lo previsto, antes del 31 de diciembre de 2015, ubicando este sistema en 13 millones de hogares en España, lo que dará trabajo a más de 2.000 personas.